# Sampaulo
Paulo Brasil Gomes de Sampaio (Uruguaiana, 3 de maio de 1931 – Porto Alegre, 7 de fevereiro de 1999) foi um cartunista e caricaturista brasileiro que ficou conhecido como SamPaulo, nome com o qual assinava seus trabalhos. Criou o personagem Sofrenildo e a ilustração do livro "Anedotário da Rua da Praia 3", de Renato Maciel de Sá Junior.

## Biografia
SamPaulo foi pioneiro em impor a sua atividade como profissão e viveu exclusivamente de sua arte.
Era filho do desembargador João Pereira de Sampaio (1893-1963) e Dulce Gomes de Sampaio (1905-1998), irmão de João Raimundo Pereira de Sampaio, Maria Iolanda Pereira de Sampaio Pagetti, Theresa Brasília De Sampaio e José Miguel Pereira de Sampaio, conhecido no mundo do cartum como Sampaio. A família toda era muito afeita às artes plásticas, notadamente o pai João Sampaio, Iolanda, Theresa Sampaio (que além de pintora é professora de artes) e Sampaio, um dos precursores do cartum no Rio Grande do Sul e que desde o final da década de 1940 publicava na antiga Revista do Globo.
SamPaulo teve três filhos: Paulo Augusto de Sampaio e Luiz Otávio de Sampaio, fruto do casamento com Hebe Terezinha Berquó, e Marco Aurélio de Sampaio, do casamento com Eneida Leal de Sampaio.

### Carreira
Iniciou a carreira em 1954, como chargista de O Clarim, jornal que então fazia a campanha de Leonel Brizola para a prefeitura de Porto Alegre pelo PTB. Chegou a ingressar na Faculdade de Arquitetura da Universidade Federal do Rio Grande do Sul, mas não concluiu o curso para se dedicar a carreira de cartunista. A uma charge sua foi atribuída a derrota de Euclides Triches para Leonel Brizola.
Trabalhou nos jornais A Hora, Diário de Notícias, Folha da Tarde, Folha Esportiva e Correio do Povo, de Porto Alegre. Foi o responsável pela charge editorial do jornal Zero Hora. Na emissora TV Piratini, canal 5, dos Diários Associados em Porto Alegre,  apresentou ao vivo o programa Sampaulo e seus bichões.
Foi o criador do personagem "Sofrenildo", baseado nas aventuras e desventuras de cidadãos comuns.

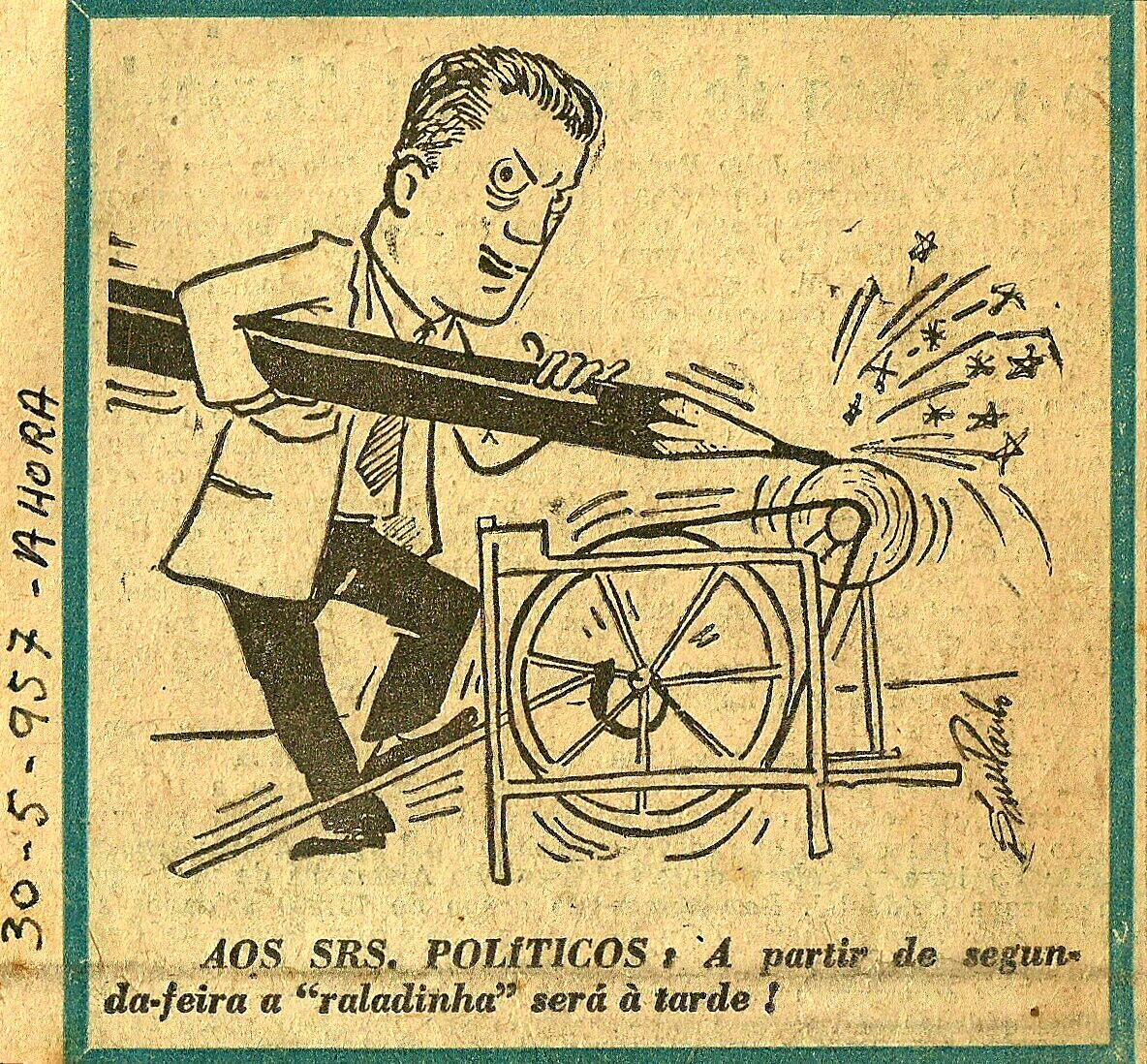
Charge de SamPaulo publicada no jornal A Hora, em 1957.

Autor dos livros Humor do 1º ao 5º e Como eu ia dizendo…, também participou de várias antologias de humor no Brasil e exterior.
Junto com Paulo Flávio Ledur publicou em 1993 o livro Os pecados da língua: pequeno repertório de grandes erros de linguagem que teve vários volumes e foi reeditado diversas vezes.
Durante muitos anos, realizou os cartuns do caderno rural do jornal Zero Hora e visitava a Expointer anualmente, elaborando críticas bem humoradas sobre os momentos econômicos e políticos ligados ao setor rural e agrícola do Rio Grande do Sul.
Outra faceta do cartunista era a composição de canções, crônicas e historietas. Ao lado do violonista Darcy Alves, ele compôs a canção "Amor à toa", que em 1999 foi gravada por Maria Lucia Sampaio.
Ao longo de sua vida, ajudou a divulgar o trabalho de outros artistas, autores e jornalistas. Por exemplo, em 1967 publicou em sua coluna "Estamos aí", na Folha da Tarde, a charge do jornalista Pedro Chaves, na qual se vê o próprio SamPaulo com a camiseta do seu clube de futebol Sport Club Internacional.

### Futebol
O futebol era um tema frequente de suas charges, em especial os clubes gaúchos como Grêmio e Internacional, do qual era torcedor fanático.
A paixão pelo Internacional rendeu-lhe a inserção de charges suas na Enciclopédia do Internacional.[carece de fontes?]

## Acervo
Em maio de 2012, iniciou-se um processo de digitalização do acervo e publicação do material no blog organizado por sua sobrinha, Maria Lucia Sampaio.
Em maio de 2017, o acervo material contendo desenhos publicados ao longo da carreira, livros de referências visuais, fotos e documentos pessoais foi doado para o Delfos - Espaço de Documentação e Memória Cultural da PUCRS. O material doado para o acervo ficou anos guardado por familiares como a viúva Eneida de Sampaio, a sobrinha Maria Lucia Sampaio e irmã Theresa Sampaio, e contou com o auxílio da arquivista Maria Osmari.

## Prêmios
Atenção.: Esta secção sobre prêmios recebidos está incompleta.
Entre os prêmios acumulados em nível internacional destaca-se o do Salão Internacional do Cartum, realizado no Canadá, que conquistou por duas vezes consecutivas. Além disso, foi o único sul-americano a participar, em 1970, do I Congresso Mundial de Cartunistas, em Londres.
No Brasil, recebeu diversos prêmios da Associação Riograndense de Imprensa.

### Premiações da Associação Riograndense de Imprensa
Sampaulo recebeu 27 prêmios da Associação Riograndense de Imprensa, sempre na categoria Charge.
| Ano  | Trabalho de Destaque                                                                                                | Colocação    |
| ---- | --- | ------------ |
| 1962 | Antes e depois (Diário de Notícias)                                                                                 | 1º lugar     |
| 1963 | Bibi 63 (Diário de Notícias)                                                                                        | 1º lugar     |
| 1964 | Kruschev no listão (Diário de Noticias)                                                                             | 1º lugar     |
| 1965 | Ato das 10 (Diário de Noticias)                                                                                     | Prêmio único |
| 1966 | Caça e pesca (Folha da Tarde)                                                                                       | Prêmio único |
| 1967 | Estamos aí (Folha da Tarde)                                                                                         | Prêmio único |
| 1968 | Estamos aí (Folha da Tarde)                                                                                         | Prêmio único |
| 1969 | Santos cassados (Folha da Tarde)                                                                                    | Prêmio único |
| 1970 | Terreno à venda (Folha da Tarde)                                                                                    | Prêmio único |
| 1971 | ...E cadê o leite, mamãe? (Folha da Tarde)                                                                          | Prêmio único |
| 1972 | Olimpíadas (Folha da Tarde)                                                                                         | Prêmio único |
| 1973 | Na Free-Way (Folha da Tarde)                                                                                        | Prêmio único |
| 1974 | Claro que não dava para ganhar! Eles vieram com letra de Erico Verissimo e música de Chico Buarque (Folha da Tarde) | Prêmio único |
| 1977 | Ecologia porto-alegrense (Folha da Tarde)                                                                           | 1º Lugar     |
| 1979 | Leilão de gado (Folha da Tarde)                                                                                     | 2º Lugar     |
| 1980 | Inflação (Folha da Tarde)                                                                                           | 2º Lugar     |
| 1982 | Paolo Rossi (Folha da Tarde)                                                                                        | 2º Lugar     |
| 1983 | Oscar (Folha da Tarde)                                                                                              | 2º Lugar     |
| 1984 | O grito do campo (Krônika)                                                                                          | 2º Lugar     |
| 1986 | Agrotóxicos (Zero Hora)                                                                                             | 1º Lugar     |
| 1990 | A velhinha do colchão (Zero Hora)                                                                                   | 1º Lugar     |
| 1991 | Tirando o corpo | 1º Lugar     |
| 1992 | História que vem de longe (Zero Hora)                                                                               | 1º Lugar     |
| 1993 | Patetice federal (Zero Hora)                                                                                        | 1º Lugar     |
| 1994 | Diverticulite(Zero Hora)                                                                                            | 1º Lugar     |
| 1997 | O Dia dos Pais (Zero Hora)                                                                                          | 1º Lugar     |
| 1998 | Vida chata (Zero Hora)                                                                                              | 1º Lugar     |

## Títulos e homenagens
Em 1970, foi homenageado por Pedro Chaves, que fez uma charge utilizando o seu personagem Sofrenildo, que ficaria temporariamente órfão por causa da viagem de SamPaulo à Londres para receber um prêmio pelo seu trabalho.
Em 1991, recebe o título de Cidadão Emérito de Porto Alegre, com base na Resolução n° 1103 de 02.07.1991. (Proc. 198/91 - Vereador Valdir Fraga).
Em 1993, foi escolhido artista homenageado pelo II Salão Internacional do Desenho de Imprensa de Porto Alegre: O Traço do Humor. O catálogo do salão trouxe na capa uma charge do cartunista Sampaulo e, no texto de homenagem escrito por Sérgio Metz, publicado na página 8, destaca-se o seguinte: "Paulo Brasil Gomes Sampaio, o chargista Sampaulo, recebe agora, na sua maturidade, todo o encanto e a alegria que soube diariamente dar aos seus leitores."
Em 2009, foi homenageado na 55ª Feira do Livro de Porto Alegre com exposição de alguns de seus trabalhos; depoimentos de Edgar Vasques, Santiago, Fraga e outros; e show "Memória Musical de SamPaulo", com o músico Silfarney Alves e o cantor Zé Carlos.
Na Enciclopédia dos Quadrinhos, publicada por Goida (Hiron Goidanich) e André Kleinert, SamPaulo aparece como um verbete.
A partir de 2001, a premiação de charge da Associação Riograndense de Imprensa, foi denominada de "Prêmio Sampaulo".

## Exposições
Em 2012, a Secretaria de Estado da Cultura do Rio Grande do Sul realizou a exposição "O Pago impagável - O humor gaudério de SamPaulo" durante a Expointer, no Parque Estadual de Exposições Assis Brasil, na cidade de Esteio, Rio Grande do Sul. A exposição, que ocorreu entre os dias 25 de agosto e 2 de setembro de 2012, contou com a parceria do Gabinete do Governador, a organização do Instituto Estadual de Artes Visuais e a curadoria do cartunista Edgar Vasques.

## Obras

### Individuais
- H,U,M,O,R do 1º ao 5º. (1964). Porto Alegre, Editora Globo.
- Como eu ia dizendo… - Coletânea de cartuns e A infância do Sofrenildo. (1990). Porto Alegre, Editora Mercado Aberto. ISBN 8528001423
- Sofrenildo: até que um dia. Porto Alegre: Editora AGE, 1998. ISBN 9788585627546.[22]

### Co-autoria
- Os pecados da língua: pequeno repertório de grandes erros de linguagem (1999). Com Paulo Flávio Ledur. Porto Alegre, Editora AGE. ISBN 9788585627133.
- O Ano pelo Avesso. (Com Sampaulo, Santiago e Ronaldo) Porto Alegre: Graphos, 1976. [23][24][25]

### Participações
- Quatorze bis. (1976). Editora Garatuja.
- Anedotário da Rua da Praia, Volume 3 (1983). Porto Alegre, Editora Globo.[26]
- Separatismo: Corta Essa! (1993).  Porto Alegre, Editora L&PM. ISBN 8525408794.[27]

### Ilustrador
- WAGNER, Rubens. Histórias do rádio heróico. 1996.[28][29]
- HERLEIN, Natálio. Baú de Mascate. Porto Alegre: Martins Livreiro, 1985. [30][31]
- HERLEIN, Natálio. Cochichos da Noite Velha: causos Anedóticos para Adultos. Porto Alegre: Martins Livreiro, 1985.[32][33]